# Joel (profeta)
El profeta Joel (en hebreu יואל Yōw’êl: "Jehovà és Déu") és un dels 12 profetes menors del qual se'n sap únicament que era fill de Patuel i del regne de Judà (Joel,I,1). En la seva profecia hi ha certs trets que semblen indicar que vivia a Jerusalem, i el Pseudo-Epifani diu que era de la tribu de Rubèn i que havia nascut a Bethoron, entre Jerusalem i Cesarea.

## Llibre de Joel
La seva obra comença anunciant dues terribles plagues al seu país. La primera, una plaga de llagostes, i la segona una gran sequera. A causa d'això, ni tan sols els sacerdots del Temple tindran els productes necessaris per fer els rituals dels sacrifici. Demana als sacerdots que facin penitència i que prescriguin un dejuni oficial tot convocant el poble a un ritual litúrgic especial.
La primera profecia sobre la plaga de llagostes té dues parts: primer descriu la invasió d'aquest insecte, i després exhorta a la penitència. La seva autenticitat no l'ha impugnat cap crític en el seu conjunt, malgrat que hi ha qui posat en dubte la d'alguns passatges, argumentant que segurament hi ha mans diferents en la seva composició. Però aquest diversitat no contradiu la unitat d'autor, ja que el Llibre té bona coherència interna, i tots els episodis estan articulats i guarden intima relació, seguint un desenvolupament regular. S'argumenta que no és possible trobar petjada de dos autors diferents. I les dues parts de la profecia del dia de Jehovà, que no es refereixen en un principi a la salvació d'Israel, sinó a la seva destrucció, s'entenen bé si un es posa en la situació i les circumstàncies en què es trobava el profeta: "Durant la invasió de llagostes Joel exhortà als seus compatriotes a reconèixer en aquella plaga el senyal precursor del dia de Jehovà, el principi del càstig del poble d'Israel. Però, una vegada penedit el poble, el profeta li promet la protecció divina i el triomf sobre llurs enemics, i llavors el dia de Jehovà designa el dia del càstig dels pobles pagans." Per altra banda s'insisteix en els oracles contra les nacions: després de la caiguda de Jerusalem i l'exili, Jehovà portarà la salvació a Israel i la destrucció dels pobles impius.
Pel que fa a la data de la profecia de Joel, les opinions són variades. Una gran majoria entre els exegetes està d'acord que Joel va ser anterior a Isaïes i Amós. En el que no estan d'acord és en l'espai de temps en què precedí al segon d'aquests profetes, ni tampoc en si va ser anterior al captiveri de Babilònia.
Pel que respecta a la canonicitat, mai se l'ha posat en dubte seriosament. Joel ha figurat sempre, en el cànon jueu i en el cristià, i la seva canonicitat la reconeix la mateixa tradició jueva continguda en l'Antic Testament. Des del punt de vista literari i de l'estil, el llibre de Joel es té pel comú per una producció clàssica; el seu estil és superior al d'altres profetes, exceptuant potser Isaïes i Habacuc. Vigoroux (Manuel biblique, 11a ed., pàg. 709), diu que Joel reuneix el vigor de Miquees, la tendresa de Jeremíes i la força i del color de Nahum.
La descripció de la invasió de llagostes és un fragment literari admirable. S'ha acusat Joel d'exagerat, però l'exactitud de cadascuna de les seves descripcions, té la garantia de viatgers que han estat testimonis de plagues d'aquest gènere, com Shaw, Volney i d'altres.